# ایچیجو-جی
ایچیجو-جی (به ژاپنی: 法華山一乗寺 Ichijō-ji)، یک معبد بودایی وابسته به تندای در کاسای، هیوگو در استان هیوگو در ژاپن است.